# アルデュイナ (小惑星)
アルデュイナ (394 Arduina) は小惑星帯に位置する標準的な小惑星で、フランスの天文学者、アルフォンス・ボレリーによってマルセイユで発見された。
ガリア人の神話に登場する女神アルデュイナにちなんで命名された。